# Bock & Hinrichsen
Bock & Hinrichsen war eine Pianofortefabrik in Rendsburg, Schleswig-Holstein, Deutschland, die von 1868 bis 1952 existierte.

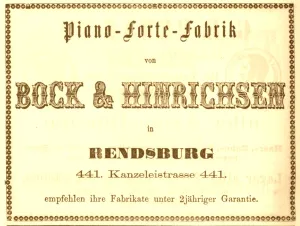
Werbeanzeige Bock & Hinrichsen ~1870

## Gründung und Entwicklung
Die Wurzeln der Klavierherstellung in Rendsburg reichen bis zu Marcus Gabriel Sondermann zurück, der Anfang des 19. Jahrhunderts als einer der Ersten in Deutschland einen Klavierbau mit gusseisernem Rahmen entwickelte. Die Tradition wurde durch verschiedene Handwerker fortgesetzt, bis schließlich 1868 die Herren Bock und Hinrichsen das Geschäft von J. Keller übernahmen und die Produktion von Klavieren unter dem Namen Bock & Hinrichsen begannen. Die Fabrik machte sich schnell einen Namen durch die solide Bauweise ihrer Instrumente, die besonders für das wechselhafte Klima Schleswig-Holsteins geeignet waren.

## Veränderungen und Niedergang

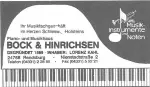
Werbeanzeige Bock & Hinrichsen, 1994

Nach dem Ersten Weltkrieg stellte Bock & Hinrichsen die Produktion von Klavieren ein; bis dahin wurden etwa 3.500 Instrumente hergestellt. Das Geschäft wurde 1919 an den Musiklehrer Johannes Stahl verkauft, der es unter dem alten Namen weiterführte und die Marke als Qualitätsklavier positionierte. Trotz mehrerer Besitzerwechsel und der Einführung neuer Modelle, einschließlich eines modernen Kleinklaviers nach dem Zweiten Weltkrieg, konnte das Unternehmen nicht dauerhaft am Markt bestehen und stellte schließlich 1952 den Betrieb ein.